# ピーター・チェルソム
ピーター・チェルソム（Peter Chelsom, 1956年4月20日 - ）は、イギリスの俳優・映画監督。

## フィルモグラフィー

### 出演
- Christmas Present (1985)
- 炎のエマ A Woman of Substance (1985)
- インディアン・サマー Indian Summer (1987)

### 監督
- Treacle (1987)
- ヒア・マイ・ソング（英語版） Hear My Song (1991) - 脚本兼任　※英国アカデミー賞 オリジナル脚本賞ノミネート
- ファニー・ボーン/骨まで笑って（英語版） Funny Bones (1995) - 脚本兼任
- マイ・フレンド・メモリー The Mighty (1998)
- フォルテ Town & Country (2001)
- セレンディピティ Serendipity (2001)
- Shall We Dance? Shall We Dance? (2004)
- ハンナ・モンタナ/ザ・ムービー Hannah Montana: The Movie (2009)
- しあわせはどこにある Hector and the Search for Happiness (2014)
- キミとボクの距離 The Space Between Us (2017)